# 383

## Събития
- 19 януари – Аркадий е обявен за император.

## Починали
- Св. Урсула
- Вулфила, готски епископ, мисионер и преводач
- Дамас I, римски папа